# Atomic (entreprise)
Pour les articles homonymes, voir Atomic.
 (janvier 2014).
Si vous disposez d'ouvrages ou d'articles de référence ou si vous connaissez des sites web de qualité traitant du thème abordé ici, merci de compléter l'article en donnant les références utiles à sa vérifiabilité et en les liant à la section « Notes et références ».
L'entreprise Atomic Austria GmbH, fondée en 1955, est un fabricant autrichien spécialisé dans les articles de sport alpin. Depuis 1994, elle fait partie du groupe finlandais Amer Sports auquel appartient également Wilson, Suunto, Precor, Volant et depuis 2005 aussi Salomon.
Les skis Atomic ont gagné leurs lettres de noblesse grâce aux champions qui se sont succédé génération après génération, comme Annemarie Moser-Pröll, Rudolf Nierlich, Markus Wasmeier,  Michela Figini,  Franz Heinzer, Luc Alphand, Steve Locher, Michaela Dorfmeister, Lasse Kjus, en passant par Marc Girardelli ou plus récemment Hermann Maier, Bode Miller, Aksel Lund Svindal, Daniel Albrecht, Benjamin Raich, Lara Gut, Marcel Hirscher en ski alpin.

## Historique
L'entreprise a été fondée en 1955 par Alois Rohrmoser. Plus tard, en 1966, la production industrielle de skis a commencé avec le développement de l'usine dans le Wagrain. Une autre usine a été construite en 1971 à Altenmark dans le Pongau. Quand l'entreprise a commencé, en 1981, à produire des articles de ski dans une usine à Tchepelare, en Bulgarie, la société Atomic était la première entreprise occidentale à ouvrir une usine dans un pays du bloc de l'Est. En 1989, Atomic est le premier équipementier à proposer des skis, des fixations, des chaussures et des bâtons sous le même label. En 1994, l'entreprise est devenue insolvable. Le taux d'insolvabilité s'est élevé à 93 %. En novembre 1994, après l'achèvement de la procédure de faillite, le groupe finlandais Amer Sports acquit la marque Atomic à un prix de 918,7 millions de schillings (66,8 millions d'euros). En janvier 1995, la banque autrichienne Bawag a acquis 10 % d'Atomic d'une valeur de 350 millions de schillings (25,4 millions d'euros). Le groupe Atomic valait ainsi, après seulement un peu plus d'un mois, 3,5 milliards et non 918,7 millions de schillings. Ces transactions au cours de la procédure de faillite d'Atomic ainsi que la faillite en elle-même ont fait l'objet d'une procédure de vérification par la commission d'enquête bancaire du Conseil National autrichien en 2007.
En 2013, Atomic est le plus grand fabricant de ski au monde, produisant 1,6 million de paires chaque année  alors que l'entreprise avait commencé par la production de seulement 40 paires de skis en 1955.[réf. nécessaire]
En 2014, lancement de la ligne Atomic Skiwear. À partir de maintenant, Atomic produira trois lignes de vêtements de ski, conçus par une équipe d'Atomic auprès de la société Arc'teryx à Vancouver, en Colombie-Britannique (détenue par la société mère de Atomic, Amer Sports).

## Marques du groupe

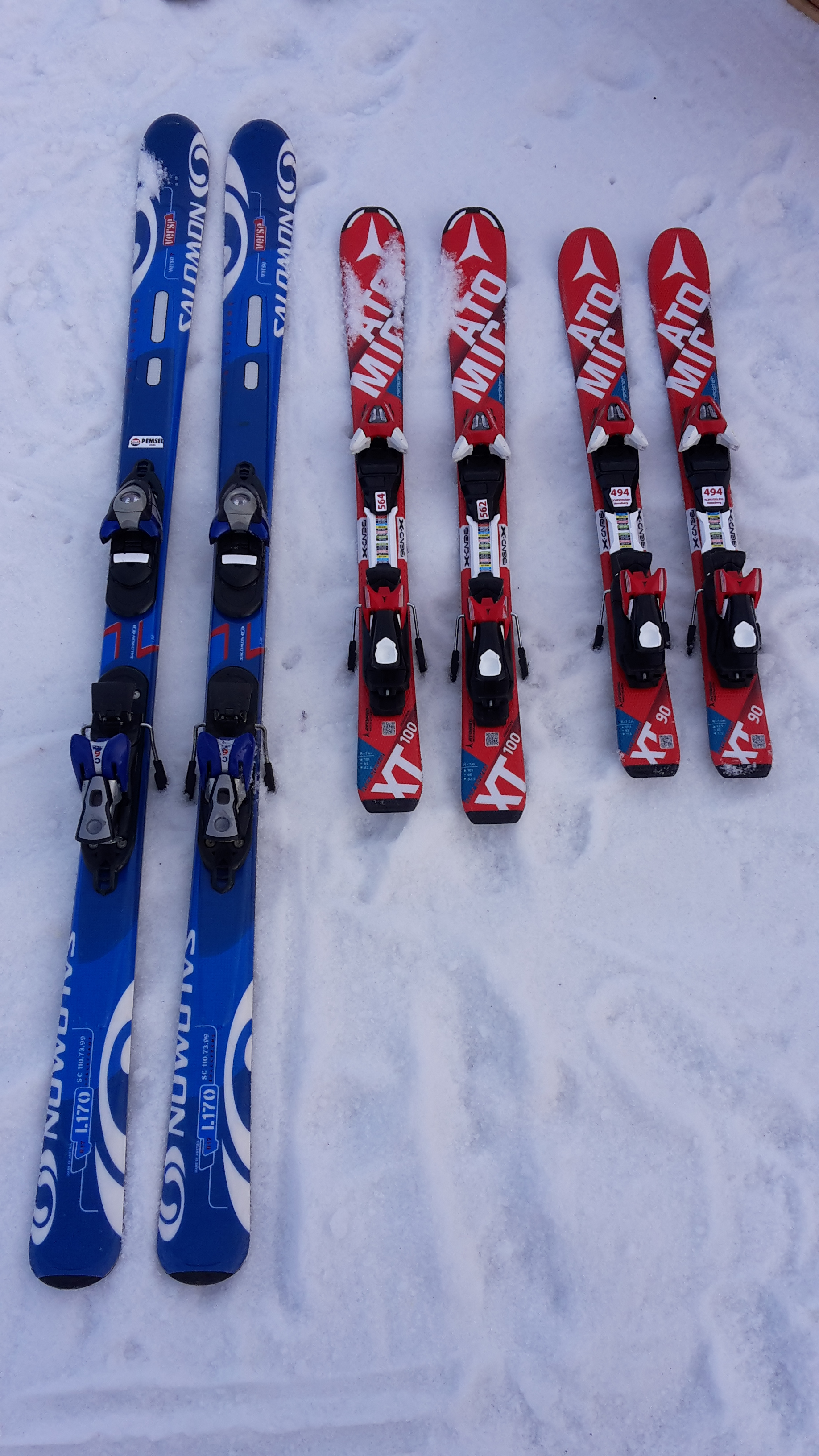
Salomon/Atomic

Atomic comprend les fabricants suivants:
- ESS VAR (Fixations de skis)
- Volant (Ski alpin de luxe)
- Oxygen (Snowboards)
- Atomic (Snowboards)
- Koflach (Chaussure)

Le premier ski qui produit par la marque fut l'Atomic SL1. Ce ski est toujours produit aujourd'hui avec un nom similaire, "SL". Il était perfectionné avec les modèles SL9 et SL11.